# 블리치: The DiamondDust Rebellion 또 하나의 빙륜환
Bleach: The DiamondDust Rebellion 또 하나의 빙륜환은 블리치의 극장판 시리즈의 두 번째 작품이다. 2007년에 개봉하였다.